# John Arbuthnot

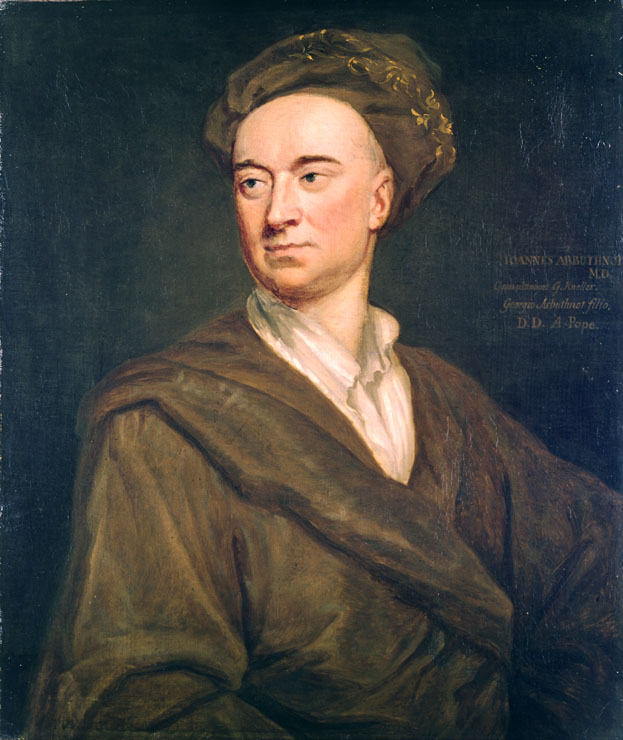
John Arbuthnot

John Arbuthnot (29 de abril de 1667, Inverbervie-27 de febrero de 1735, Londres) fue un médico, escritor satírico y polímata, escocés.
Sus mordaces escritos contienen cierta alegoría política, como The History of John Bull de 1712, que instauró al personaje John Bull como una personificación nacional de Inglaterra. Junto a Alexander Pope y Jonathan Swift, Arbuthnot fue miembro fundador del célebre Club Scriblerus, que "congregaba hombres de letras del partido Tory y habitualmente enfrascados en violentas polémicas contras los Whigs." Entre otras actividades, este club tenía el propósito de ridiculizar la mala literatura y el aparente aprendizaje.
Fue también el principal colaborador y guía espiritual de la obra Memoirs of Martinus Scriblerus, escrita entre 1713 y 1714, descripción burlesca de la pedantería de los socios del club.

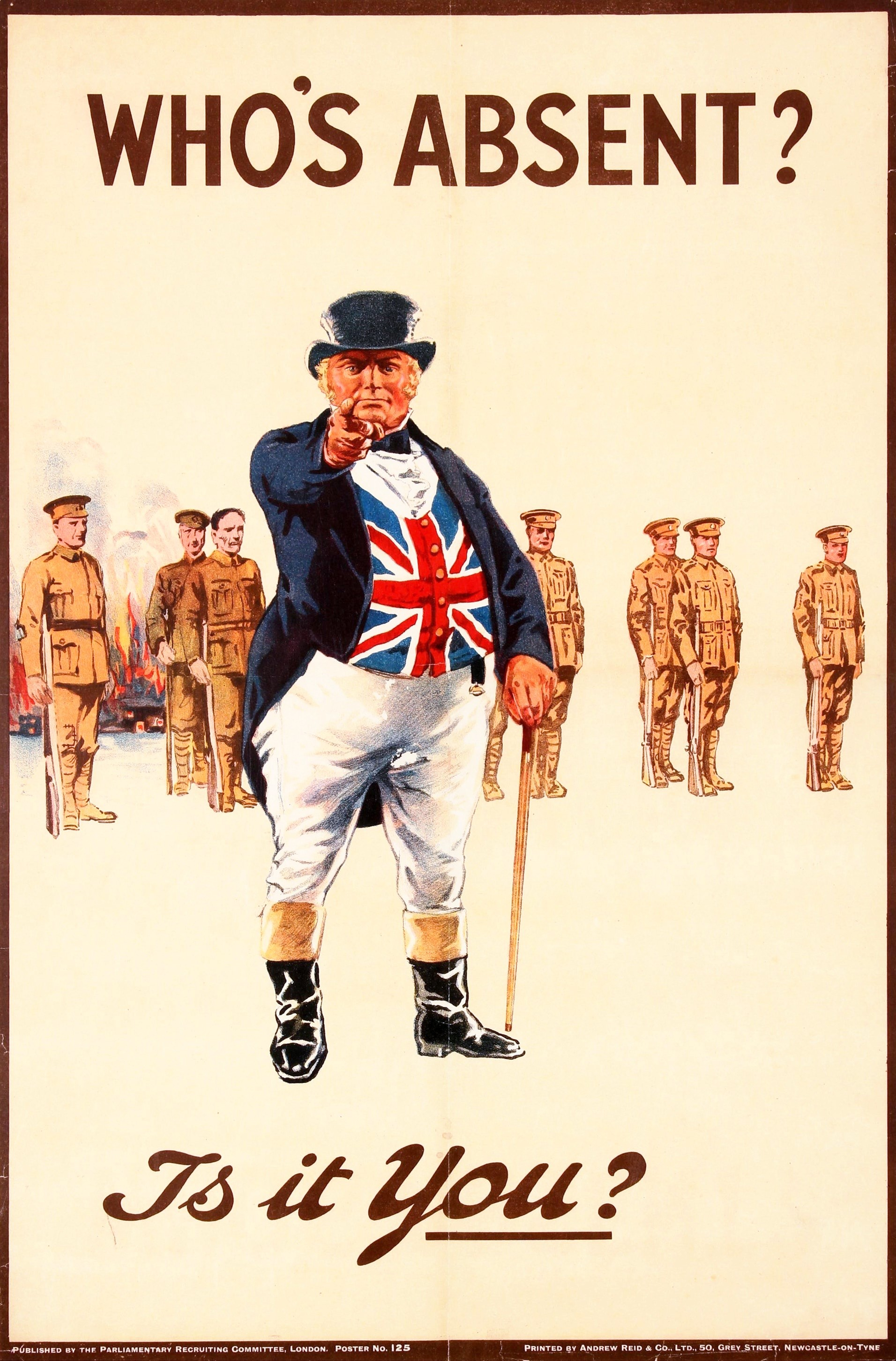
John Bull en un cartel para reclutar soldados durante la Primera Guerra Mundial.

Se le atribuye el texto satírico El arte de la mentira política (1712) que originalmente fue publicado bajo el nombre de "Swift". Sin embargo, era común que los miembros del Club Scriblerus se prestaran los nombres entre sí para sacar a la luz sus publicaciones.

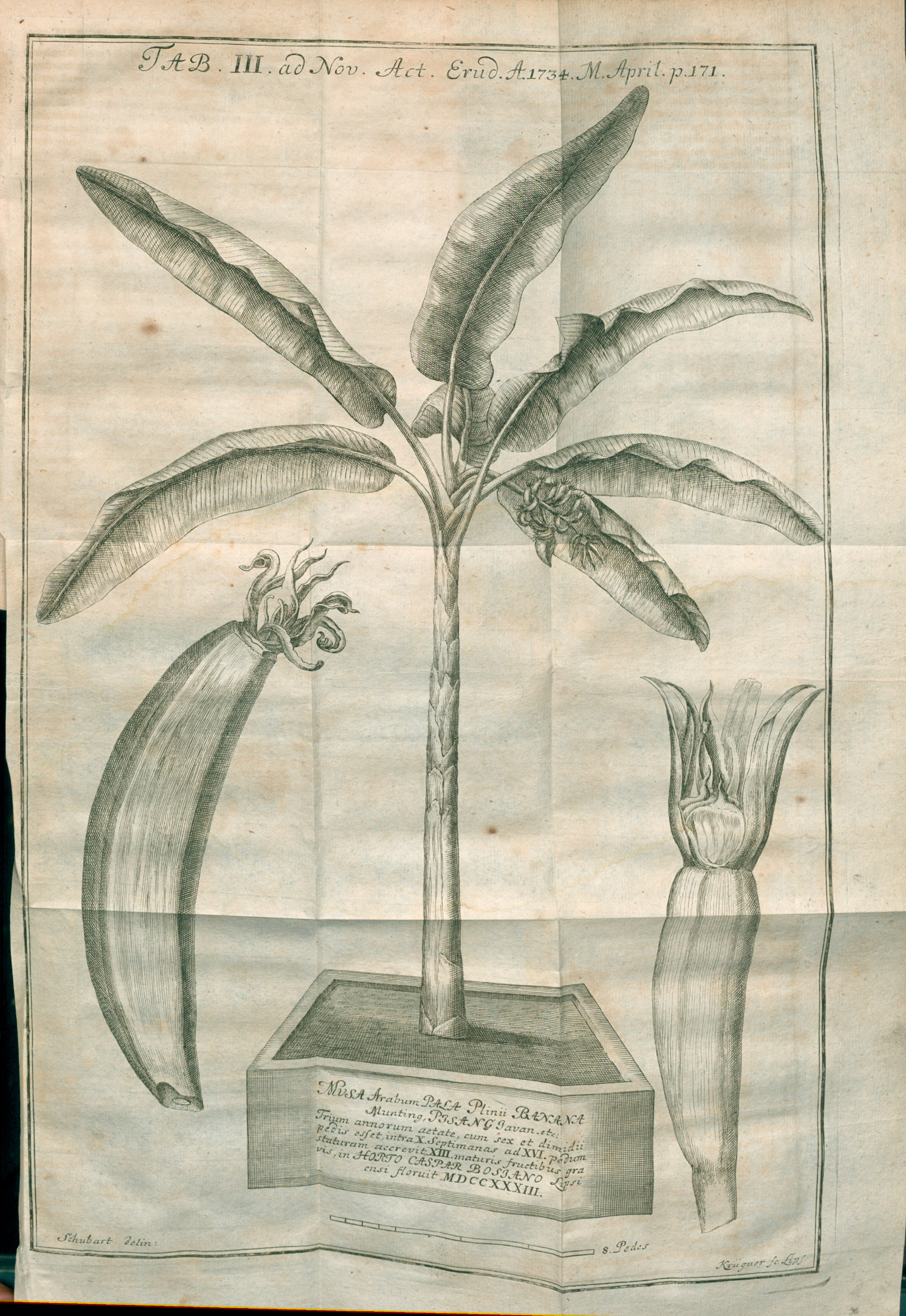
Ilustración desde Tentamen circa indolem alimentoru...(Acta eruditorum, 1734

## Obra
- Of the Laws of Chance (1692, anónimo, traducción ampliada de Christian Huygens’ De Ratiociniis in Ludo Aleae[2])
- An Essay of the Usefulness of Scientific Nature. 1701
- An argument for Divine Providence, taken from the constant regularity observed in the births of both sexes. 1710. Philosophical Transactions of the Royal Society of London 27 (325–336): 186–190. doi:10.1098/rstl.1710.0011.
- The art of political Lying (1712)
- Tables of Ancient Coins, Weights and Measures. 1727
- The Memoirs of the Extraordinary Life, Works and Discoveries of Martinus Scriblerus. 1741 ISBN 1843910012

## Literatura
- George Aitken. Life and Works of John Arbuthnot, M.D.. Oxford 1892 ISBN 0781273188